# Bulcsú László
László Bulcsú,  hrvaški jezikoslovec, informatolog, pisec, prevajalec in poliglot , * 9. oktober 1922, Čakovec, † 4. januar 2016.  
Bulcsú je govoril več kot 40 jezikov, zaradi izuma številnih neologizmov in zagovarjanja jezikoslovnega purizma pa se ga je prijel vzdevek »sodobni Hrvaški Šulek«.

## Delo
- An information science approach to Slavic accentology (1986) University of Chicago, Department of Slavic Languages and Literatures,  book[7][8]
- Broj u jeziku (1990) članek
- Informacijske znanosti i znanje (1990)
- Mušnammir gimillu (1990) članek
- Obrada jezika i prikaz znanja (1993)
- Tvorbeni pravopis (1994) članek
- Uz prievod Puškinova Spomenika (1994) članek
- Englezko-hrvatski Hrvatsko-englezki rječnik obavjesničkoga nazivlja[9] (1994) angleško-hrvaški znanstveni slovar
- Sedam priep'ieva (1996) članek
- Bilježka o književnome naglasku hrvatskome[10] (1996) članek
- Iliada (1997) prevod iz grščine v hrvaščino
- Trava od srca (2000)
- I tako se kola kretoše koturati nizbrdo[11] (2001) članek
- Iz glasoslovlja opće međimurštine (2002) članek
- Croato-Hungarica (2002)
- Hrvatski ili hrvacki pravopis? (2004) članek
- Tuđinština u jeziku hrvatskomu[12] (2004) članek
- Hvalospjev suncu (2012) prevod iz akadijščine v hrvaščino [13][14]